# 1867.
◄ | 18. stoljeće | 19. stoljeće | 20. stoljeće | ►
◄ | 1830-ih | 1840-ih | 1850-ih | 1860-ih | 1870-ih | 1880-ih | 1890-ih | ►
◄◄ | ◄ | 1864. | 1865. | 1866. | 1867. | 1868. | 1869. | 1870. | ► | ►►
Arhitektura • Astronomija • Biologija • Fotografija • Glazba • Kazalište • Kemija • Kiparstvo • Knjige • Književnost • Kršćanstvo • Meteorologija • Medicina • Planinarstvo • Politika • Pravo • Promet • Slikarstvo • Šport • Znanost • Željeznički promet

## Događaji
- 12. svibnja – Giacomo Cusmano u Palermu utemeljio Družbu misionara slugu siromaha.
- 8. lipnja – zaključena Austro-ugarska nagodba.
- 27. lipnja – barun Levin Rauch postaje banskim namjesnikom.
- 11. srpnja – završen Šahovski turnir u Parizu.
- Rujan – osnovano Talijansko društvo katoličke mladeži, preteča Katoličke akcije.

Nepoznat nadnevak
- Rusko Carstvo prodalo Aljasku.
- Žene dobile pravo glasa u Švedskoj.
- Utemeljeni kombonijanci.

## Rođenja
- 13. siječnja – Ivo Ćipiko, hrvatski književnik († 1923.)
- 25. ožujka – Arturo Toscanini, talijanski dirigent († 1957.)
- 23. travnja – Johannes Andreas Grib Fibiger, danski liječnik, nobelovac († 1928.)
- 8. lipnja – Frank Lloyd Wright, američki arhitekt i teoretičar arhitekture († 1959.)
- 8. lipnja – Gajetan Bulat, hrv. političar i prevoditelj († 1927.),[1]
- 28. lipnja – Luigi Pirandello, talijanski književnik († 1936.)
- 8. srpnja – Käthe Kollwitz, njemačka likovna umjetnica († 1945.)
- 28. kolovoza – Umberto Giordano, talijanski skladatelj († 1948.)
- 7. studenog – Marie Curie, francuska kemičarka i fizičarka poljskog porijekala († 1934.)
- 23. prosinca – Madam C. J. Walker, američka poduzetnica († 1919.)

## Smrti
- 14. siječnja – Jean Auguste Dominique Ingres, francuski slikar (* 1780.)
- 11. ožujka – Dragojlo Kušlan, hrvatski odvjetnik i političar (* 1817.)
- 17. travnja – Ilija Vidošević, hrvatski franjevac (* 1802.)
- 31. kolovoza – Charles Baudelaire, francuski pjesnik i kritičar (* 1821.)
- 26. prosinca – Jožef Košič, slovenski etnolog, pisac, pjesnik, povjesničar, rimsko katolički svećenik iz Mađarske (*1788.).

## Vanjske poveznice
|  | Zajednički poslužitelj ima još gradiva o temi 1867. |